# 40 fucili al Passo Apache
40 fucili al Passo Apache (40 Guns to Apache Pass) è un film del 1967 diretto da William Witney.
È un film western statunitense con Audie Murphy, Michael Burns e Kenneth Tobey.

## Trama
Territorio dell'Arizona, 1868. Gli indiani Apache, guidati da Cochise, sono sul sentiero di guerra. Per cercare di tenerli testa, bisogna andare a ritirare quaranta nuovi fucili a ripetizione. Alla fine la missione sarà affidata al capitano Coburn, che riuscirà a portarla a termine. Resta però sul campo una delle reclute con sui si era fatto accompagnare, Mike.

## Produzione
Il film, diretto da William Witney su una sceneggiatura di Willard W. Willingham (che interpreta anche un piccolo ruolo) e della moglie Mary Willingham, fu prodotto da Grant Whytock per la Columbia Pictures Corporation tramite la Admiral Pictures e la Robert E. Kent Productions e girato a Lovejoy Buttes, a Lancaster, North Ranch, ad Agoura Hills, e nel Red Rock Canyon State Park a Cantil, in California.

## Distribuzione
Il film fu distribuito con il titolo 40 Guns to Apache Pass negli Stati Uniti dal 1º maggio 1967 al cinema dalla Columbia Pictures.
Alcune delle uscite internazionali sono state:
- in Germania Ovest il 23 giugno 1967 (Gewehre zum Apachen Pass)
- in Austria nel luglio del 1967 (Gewehre zum Apachen Pass)
- in Italia nell'agosto del 1967
- in Finlandia il 22 settembre 1967 (Apassisolan saalis)
- in Danimarca il 13 novembre 1967 (Fyrre rifler til Apache Pass)
- in Svezia il 22 gennaio 1968 (Desertörerna)
- in Spagna (40 rifles en el paso Apache)
- in Grecia (Efodos sto farangi tis Kolaseos)
- in Brasile (Os Rifles da Desforra)
- in Jugoslavia (Revolverasi Apaskog klanca)
- in Italia (40 fucili al Passo Apache)

## Critica
Secondo Leonard Maltin il film è un "convenzionale western con tutti i luoghi comuni del genere".